# بحران اکتبر ۲۰۲۲ دولت بریتانیا
در سپتامبر و اکتبر ۲۰۲۲، دولت محافظه‌کار بریتانیا با یک بحران مواجه شد. بحرانی که در پی مینی بودجه بریتانیا در ۲۳ سپتامبر ۲۰۲۲ آغاز شد، به گونه‌ای که با استقبال منفی بازارهای مالی جهانی مواجه گردید و در نهایت در ۱۴ اکتبر منجر به استعفای کواسی کوارتنگ وزیر خزانه داری شد. نخست‌وزیر بریتانیا، لیز تراس، در روزهای بعد تحت فشار فزاینده‌ای قرار گرفت و پنج نماینده پارلمان خواستار استعفای او تا تاریخ ۱۷ اکتبر شده بودند، اما تراس در ۱۷ اکتبر استعفای خود را رد کرد.
در ۱۹ اکتبر، وزیر کشور، سوئلا براورمن، به دلیل نقض قانون وزارتخانه استعفا داد. وی در نامه استعفای خود به شدت از تراس انتقاد کرد. عصر همان روز، نمایندگان مجلس به طرحی برای ایجاد زمان برای بحث دربارهٔ ممنوعیت تولید اشتغال در بریتانیا، که توسط حزب مخالف کارگر اعلام شده بود و محافظه‌کاران با آن مخالفت داشتند، رأی‌گیری شد. این رای باعث سردرگمی محافظه‌کاران شد: مشخص نبود که آیا دولت با این طرح به عنوان رای اعتماد برخورد می‌کند یا خیر، گمان می‌رود که رئیس نمایندگان و معاون نمایندگان در جریان رای‌گیری استعفا داده باشند و نمایندگان مجلس گزارش دادند که برخی از همکارانشان در لابی رای‌گیری تحت فشار قرار گرفته‌اند.
در ۲۰ اکتبر، تراس اعلام کرد استعفا می‌دهد، اما تا زمانی که حزب محافظه‌کار جانشین او را انتخاب نکند، در سمت خود باقی خواهد ماند. انتظار می‌رود انتخابات رهبری در ۲۸ اکتبر به پایان برسد. تراس تنها ۴۵ روز قبل از اعلام استعفای خود بر سر کار بود و به این ترتیب پریود زمان کناره‌گیری تراس کوتاه‌ترین دوره نخست‌وزیری در تاریخ بریتانیا خواهد بود. 